# Liste der Kulturdenkmale in Schmilau
In der Liste der Kulturdenkmale in Schmilau sind alle Kulturdenkmale der schleswig-holsteinischen Gemeinde Schmilau (Kreis Herzogtum Lauenburg) und ihrer Ortsteile aufgelistet (Stand: 10. März 2025).

## Sachgesamtheiten
| Objekt-ID      | Lage                                      | Offizielle Bezeichnung | Beschreibung | Bild                             |
| -------------- | ----------------------------------------- | ---------------------- | --- | -------------------------------- |
| 40589 Wikidata | Dorfstraße (53° 39′ 53″ N, 10° 45′ 23″ O) | Kapelle Schmilau       | Aktualisierung vorgesehen - Begründung: geschichtlich, künstlerisch, städtebaulich, Kulturlandschaft prägend - Schutzumfang: Kapelle mit Ausstattung, Kirchhof, Kirchhofsmauer, Lindenkranz | weitere Fotos \| Fotos hochladen |

## Bauliche Anlagen
| Objekt-ID      | Lage                                                | Offizielle Bezeichnung              | Beschreibung | Bild                                    |
| -------------- | --------------------------------------------------- | ----------------------------------- | --- | --------------------------------------- |
| 3761 Wikidata  | Dorfstraße (53° 39′ 53″ N, 10° 45′ 24″ O)           | Kapelle mit Ausstattung             | Die St.-Lorenz-Kapelle wurde um 1200 errichtet. In den Jahren 1881 und 1882 wurde der Turm und das Vorhaus an der Südwand angebaut. Alteintragung (Aktualisierung vorgesehen) - Begründung: geschichtlich, künstlerisch, städtebaulich - Schutzumfang: Alteintragung (Aktualisierung vorgesehen) - Denkmaltyp: Bauliche Anlage, Sachgesamtheit: Kapelle Schmilau | weitere Fotos \| Fotos hochladen        |
| 9872 Wikidata  | Farchauer Mühle (53° 40′ 48″ N, 10° 45′ 44″ O)      | Wasserkraftwerk mit Maschinensatz I | Alteintragung (Aktualisierung vorgesehen) - Begründung: Alteintragung (Aktualisierung vorgesehen) - Schutzumfang: Alteintragung (Aktualisierung vorgesehen) - Denkmaltyp: Bauliche Anlage | weitere Fotos \| Fotos hochladen        |
| 26695 Wikidata | Farchauer Mühle ()                                  | Splitterschutz-Bunker               | Alteintragung (Aktualisierung vorgesehen) - Begründung: Alteintragung (Aktualisierung vorgesehen) - Schutzumfang: Alteintragung (Aktualisierung vorgesehen) - Denkmaltyp: Bauliche Anlage | Direkt Bild zu diesem Denkmal hochladen |
| 10111 Wikidata | Hof Farchau 1 (53° 40′ 39″ N, 10° 45′ 36″ O)        | Ehem. Papiermühle: Mühlengebäude    | Alteintragung (Aktualisierung vorgesehen) - Begründung: Alteintragung (Aktualisierung vorgesehen) - Schutzumfang: Alteintragung (Aktualisierung vorgesehen) - Denkmaltyp: Bauliche Anlage | Fotos hochladen                         |
| 12690 Wikidata | Hof Farchau 1 (53° 40′ 41″ N, 10° 45′ 36″ O)        | ehem. Papiermühle: Scheune          | Alteintragung (Aktualisierung vorgesehen) - Begründung: Alteintragung (Aktualisierung vorgesehen) - Schutzumfang: Alteintragung (Aktualisierung vorgesehen) - Denkmaltyp: Bauliche Anlage | BW                                      |
| 12689 Wikidata | Hof Farchau 1 (53° 40′ 42″ N, 10° 45′ 23″ O)        | Ehem. Papiermühle: Bootshaus        | Alteintragung (Aktualisierung vorgesehen) - Begründung: Alteintragung (Aktualisierung vorgesehen) - Schutzumfang: Alteintragung (Aktualisierung vorgesehen) - Denkmaltyp: Bauliche Anlage | BW                                      |
| 26698          | Ratzeburger Straße 9 (53° 39′ 48″ N, 10° 45′ 44″ O) | Fachhallenhaus                      | Fachhallenhaus; spätes 18./ frühes 19. Jh.; traufständig mit mittiger Dieleneinfahrt, Fachwerk mit Backsteinausfachungen, reetgedecktes Halbwalmdach, gepflasterte Hoffläche - Begründung: geschichtlich, Kulturlandschaft prägend - Schutzumfang: gesamtes Objekt - Denkmaltyp: Bauliche Anlage                                                                 | BW                                      |
| 26694 Wikidata | Schaalseekanal (53° 40′ 18″ N, 10° 46′ 36″ O)       | Schaalseekanal                      | Künstlicher Wasserlauf zwischen Schaalsee und Ratzeburger See. Alteintragung (Aktualisierung vorgesehen) - Begründung: Alteintragung (Aktualisierung vorgesehen) - Schutzumfang: Alteintragung (Aktualisierung vorgesehen) - Denkmaltyp: Bauliche Anlage | Fotos hochladen                         |

## Gründenkmale
| Objekt-ID      | Lage                                      | Offizielle Bezeichnung | Beschreibung | Bild |
| -------------- | ----------------------------------------- | ---------------------- | --- | ---- |
| 20753 Wikidata | Dorfstraße (53° 39′ 53″ N, 10° 45′ 24″ O) | Kirchhof               | Alteintragung (Aktualisierung vorgesehen) - Begründung: geschichtlich, Kulturlandschaft prägend - Schutzumfang: Kirchhof, Kirchhofsmauer, Lindenkranz - Denkmaltyp: Gründenkmal, Sachgesamtheit: Kapelle Schmilau | BW   |

## Quelle
- Liste der Kulturdenkmale in Schleswig-Holstein – Herzogtum Lauenburg (PDF)

- Karte mit allen Koordinaten:
- OSM |
- WikiMap